# 島安次郎
島 安次郎（しま やすじろう、1870年9月2日〈明治3年8月7日〉 - 1946年〈昭和21年〉2月17日）は、日本の鉄道技術者。日本機械学会会長（1918年・1923年 - 1924年）。子、孫と三代に渡り鉄道技術者を生んだ。

## 経歴
和歌山県和歌山市出身。実家は代々続く「島喜」という薬問屋。第一高等学校 (旧制)を経て、東京帝国大学機械工学科（現：東京大学工学部機械工学科）を卒業し1894年に関西鉄道に入社。関西鉄道では、高性能機関車「早風（はやかぜ）」を投入しスピードアップに成功すると共に、客車への等級別色帯の導入や夜間車内照明の導入などの旅客サービスの改善を進め、汽車課長にまで出世する。
1907年に関西鉄道が国有化されると鉄道院に入省し鉄道作業局工作課長。技術幹部として蒸気機関車等の開発に手腕をふるいつつ、当時鉄道院総裁だった後藤新平の指示で国鉄の広軌化（広軌改築。現代的に言えば標準軌化）計画に策定。この時共に広軌化計画に関与していた若手官僚の中に後に日本国有鉄道の総裁となる十河信二がいる。しかし、当時の政界は「建主改従」・「我田引鉄」という言葉に代表される利権重視の地方ローカル線延伸を優先し、幹線の改軌による輸送力向上という安次郎らの「改主建従」主張は受け入れられなかった。原敬内閣が狭軌の採用を決定したため辞職し渡満した。
その後、南満州鉄道株式会社（満鉄）筆頭理事・社長代理などを経て1925年に汽車製造（汽車会社）の社長に就任。1939年に鉄道大臣の諮問機関として「鉄道幹線調査会」が発足すると、特別委員長に選任され「弾丸列車計画」を推進する。しかし戦局の悪化で弾丸列車計画は頓挫し、またしても広軌改築計画は実現しなかった。終戦後の1946年2月17日に芝区高輪南町の自宅で死去。計画は息子・秀雄によって新幹線として結実した。墓所は多磨霊園(15-1-2-15)

## 家族
- 妻の順は日本郵船幹部で朝鮮郵船社長の原田金之佑の娘[3]。順の姉妹の夫に弘世保三郞（弘世助太郎弟）、国際汽船常務の安部正也[4]。順の弟・原田立之佑の岳父に鉄道院副総裁の平井晴二郎がいる[5]。
- 鉄道技術者で新幹線の開発に携わった長男の島秀雄を始め、島の子供達は皆、技術者として功を成している。二男の島茂雄はソニー常務、三男の牧田邦雄は鉄道省技師、四男の原田恒雄は朝日麦酒副社長[5][6]。五男の文雄は海軍飛行設計士から新幹線開発を経てYS-11の設計に携わっている。また、秀雄の岳父は中村謙一 (鉄道官僚)。邦雄の妻・玉枝は団琢磨の孫。
- 台湾新幹線に携わった島隆は孫（秀雄の二男）。隆の妻・島多代は鉄道庁長官松本荘一郎の曾孫である。隆の兄・島宏は東大理学部を出て日本交通技術、隆の弟・島直は東大工学部を出て日本電気に勤めた[5]。

## 栄典
位階
- 1918年（大正7年）5月20日 - 従四位[7]
- 1920年（大正9年）6月10日 - 正四位[8]

勲章
- 1916年（大正5年）1月19日 - 旭日小綬章[9]
- 1917年（大正6年）12月24日 - 勲三等瑞宝章[10]
- 1920年（大正9年）11月1日 - 旭日中綬章[11]
- 1931年（昭和6年）4月11日 - 勲二等瑞宝章[12]

## 演じた俳優
- 緒形直人 - 『プレミアム8』（2011年2月3日・NHK BShi）＝トライ・エイジ～三世代の挑戦～「第一回　島家三代の物語」。
- 加藤剛 - 『プレミアム8』（2011年2月3日・NHK BShi）＝トライ・エイジ～三世代の挑戦～「第一回　島家三代の物語」。晩年を演じた。